# Amanlis
Amanlis é uma comuna francesa na região administrativa da Bretanha, no departamento Ille-et-Vilaine. Estende-se por uma área de 25,36 km². Em 2010 a comuna tinha 1 769 habitantes (densidade: 69,8 hab./km²).